# Neoathyreus centromaculatus
Neoathyreus centromaculatus är en skalbaggsart som beskrevs av Felsche 1909. Neoathyreus centromaculatus ingår i släktet Neoathyreus och familjen Bolboceratidae. Inga underarter finns listade i Catalogue of Life.